# اودوار نوردلی
اودوار نوردلی (انگلیسی: Odvar Nordli؛ زادهٔ ۳ نوامبر ۱۹۲۷ - درگذشته ۹ ژانویه ۲۰۱۸) یک سیاست‌مدار اهل نروژ بود. وی از ژانویه ۱۹۷۶ تا فوریه ۱۹۸۱ نخست‌وزیر این کشور بود. اودوار نوردلی در ۹ ژانویه ۲۰۱۸ در سن ۹۰ سالگی بر اثر سرطان پروستات درگذشت.